# ساموئل کالو
ساموئل کالو (انگلیسی: Samuel Kalu؛ زادهٔ ۲۶ اوت ۱۹۹۷) بازیکن فوتبال اهل نیجریه است.
از باشگاه‌هایی که در آن بازی کرده‌است می‌توان به باشگاه ورزشی آ اس ترنچین اشاره کرد.